# Populus qiongdaoensis
Populus qiongdaoensis är en videväxtart som beskrevs av T. Hong och P. Luo. Populus qiongdaoensis ingår i släktet popplar, och familjen videväxter. Inga underarter finns listade i Catalogue of Life.